# Paul Mechlen
Paul Mechlen (* 26. Dezember 1888 in Krefeld; † 19. November 1961 in Hamburg) war ein deutscher Maler und Innenraumgestalter.
Paul Mechlen zählt zu den fast vergessenen Künstlern. Er war Schüler an der Kunstgewerbeschule in Krefeld bei Thorn-Prikker und in Hamburg bei Arthur Illies. Nach dem Ersten Weltkrieg, in dem er u. a. als Frontsoldat in Flandern eingesetzt wurde, ließ er sich in Hamburg nieder. Er war Mitglied des Hamburger Künstlervereins von 1832.
Hans Leip schrieb 1939 über Paul Mechlen: „Unweit des Curiohauses zu Hamburg, allwo die jährlichen vieltägigen Künstlerfeste begangen werden, zu deren Wundern er so oft beigetragen, hatte Paul Mechlen nach dem Kriege sein himmelhohes Atelier“. Studienreisen führten ihn nach Süddeutschland, Italien, Nordafrika und Frankreich.
Keine große, gehaltvolle Kunst war sein Metier, sondern nach der Devise „Gut angestrichen ist halb gemalt […] [hat er] vielen die Welt geschmackvoll und heiter neu geschenkt.“ Seine Landschaftsbilder und Porträts waren insbesondere im gutbürgerlichen Bereich sehr beliebt. Er schuf jedoch auch Bilder, die dem Kunstkanon der Nazis nicht entsprachen, und 1937 wurde in der Nazi-Aktion „Entartete Kunst“ aus dem Provinzial-Museum Hannover seine Aquarelle „Torbole am Gardasee“ und „Landschaft“ beschlagnahmt und vernichtet.

## Werke (Auswahl)
Stillleben, 1921, in der Hamburger Kunsthalle, Hamburg